# Kornaczówka (przystanek kolejowy)
Kornaczówka (ukr. Карначівка, ros. Карначевка) – przystanek kolejowy w miejscowości Kornaczówka, w rejonie tarnopolskim, w obwodzie tarnopolskim, na Ukrainie. Położony jest na linii Szepetówka – Tarnopol.
Przed II wojną światową stacja kolejowa. W późniejszym okresie została zdegradowana do roli przystanku.